# Chlorogomphus splendidus
Chlorogomphus splendidus là loài chuồn chuồn trong họ Chlorogomphidae. Loài này được Selys mô tả khoa học đầu tiên năm 1878.